# Wijken en buurten in Kaag en Braassem
De Nederlandse gemeente Kaag en Braassem is voor statistische doeleinden onderverdeeld in wijken en buurten. De gemeente is verdeeld in de volgende statistische wijken:
- Wijk 00 Roelofarendsveen (CBS-wijkcode:188400)
- Wijk 01 Overig Alkemade (CBS-wijkcode:188401)
- Wijk 02 Woubrugge (CBS-wijkcode:188402)
- Wijk 03 Rijnsaterwoude (CBS-wijkcode:188403)
- Wijk 04 Leimuiden (CBS-wijkcode:188404)

Een statistische wijk kan bestaan uit meerdere buurten. Onderstaande tabel geeft de buurtindeling met kentallen volgens het Centraal Bureau voor de Statistiek (2010):
| CBS-buurtcode | Buurtnaam                             | Inwonertal | Opp. totaal (ha) | Opp. land (ha) | Ligging     |
| ------------- | ------------------------------------- | ---------- | ---------------- | -------------- | ----------- |
| BU18840000    | Roelofarendsveen                      | 2410       | 212              | 141            | {{{kaart}}} |
| BU18840001    | Oude Wetering                         | 3240       | 100              | 74             | {{{kaart}}} |
| BU18840002    | Roelofarendsveen-Noord                | 3635       | 65               | 65             | {{{kaart}}} |
| BU18840003    | Burgemeesterswijk Oude wetering       | 955        | 21               | 21             | {{{kaart}}} |
| BU18840004    | Tuinbouwgebied                        | 1245       | 443              | 355            | {{{kaart}}} |
| BU18840101    | Nieuwe Wetering                       | 620        | 45               | 43             | {{{kaart}}} |
| BU18840102    | Rijpwetering                          | 1540       | 211              | 171            | {{{kaart}}} |
| BU18840104    | Oud Ade en Zevenhuizen                | 605        | 170              | 153            | {{{kaart}}} |
| BU18840105    | Kaag                                  | 460        | 133              | 102            | {{{kaart}}} |
| BU18840107    | Verspreide huizen Veenderpolder       | 85         | 655              | 632            | {{{kaart}}} |
| BU18840109    | Overige verspreide huizen             | 205        | 1069             | 963            | {{{kaart}}} |
| BU18840200    | Woubrugge                             | 955        | 83               | 70             | {{{kaart}}} |
| BU18840201    | Ofwegen                               | 45         | 37               | 35             | {{{kaart}}} |
| BU18840202    | Hoogmade                              | 1520       | 107              | 96             | {{{kaart}}} |
| BU18840203    | Woubrugge-West                        | 1935       | 26               | 26             | {{{kaart}}} |
| BU18840207    | Verspreide huizen Vierambachtspolder  | 75         | 874              | 843            | {{{kaart}}} |
| BU18840208    | Verspreide huizen Oudendijkse polder  | 515        | 357              | 324            | {{{kaart}}} |
| BU18840209    | Overige verspreide huizen             | 215        | 524              | 493            | {{{kaart}}} |
| BU18840300    | Rijnsaterwoude                        | 1205       | 559              | 229            | {{{kaart}}} |
| BU18840309    | Verspreide huizen Rijnsaterwoude      | 25         | 319              | 314            | {{{kaart}}} |
| BU18840400    | Leimuiden                             | 1080       | 146              | 143            | {{{kaart}}} |
| BU18840402    | Vriezekoop                            | 150        | 89               | 79             | {{{kaart}}} |
| BU18840404    | Bilderdam                             | 95         | 20               | 18             | {{{kaart}}} |
| BU18840405    | Uitbreiding West                      | 1380       | 22               | 22             | {{{kaart}}} |
| BU18840407    | Verspreide huizen Vriezekoopse polder | 55         | 372              | 372            | {{{kaart}}} |
| BU18840408    | Verspreide huizen West                | 1365       | 237              | 228            | {{{kaart}}} |
| BU18840409    | Verspreide huizen Oost                | 35         | 334              | 332            | {{{kaart}}} |

Centraal Bureau voor de Statistiek, Digitale publicatie wijk- en buurtkaart, 2010. Bij de gegevensvermelding op basis van het digitale bestand Wijk- en buurtkaart 2010 is bronvermelding verplicht.